# Åben standard
En åben standard er en teknisk specifikation, som er offentligt tilgængeligt, der har til formål at nå et bestemt mål. Ved at tillade at alle kan bruge standarden, kan man øge kompatibiliteten mellem diverse hardware- og software-komponenter. Fordelen er, at alle med et vist teknisk kendskab og det nødvendige udstyr til at implementere løsningen, kan bygge eller programmere noget, der virker sammen med udstyr, som bliver produceret af et andet firma.
Mange standarder er ejet af et selskab i stedet for at være åbne, og derfor må man indhente en licens fra den organisation, som ejer rettighederne til standarden, før man bruger den. En åben standard betyder ikke nødvendigvis, at man ikke behøver en indhente en licens til patentrettighederne for at bruge standarden, eller at licensen findes frit tilgængeligt. F.eks. bliver standarderne udgivet af det internationale standardiseringsorganisationer som ITU, ISO og IEC for det meste betragtet som åbne, men de kan i visse tilfælde kræve en vis sum af penge for licensen til patentrettighederne før implementationen.
Fredag den 2. juni 2006 vedtog Folketinget enstemmigt Det Radikale Venstres forslag om at gøre åbne it-standarder obligatoriske i det offentlige. Oprindeligt lagde forslaget op til at åbne standarder skulle indføres pr. 1. januar 2008. Dansk Folkeparti fik dog tilføjet "eller så snart det er teknisk muligt." Nogle mener at forslaget kun virker som en hensigtserklæring om at benytte åbne standarder i det offentlige, uden noget reelt krav. Regeringspartierne modarbejdede beslutningsforslaget indtil sidste øjeblik, men endte med at stemme for. Venstres IT-ordfører Michael Aastrup Jensen så gerne at man gik endnu længere.

## Eksempler på åbne standarder

### Hardware
- ISA (en specifikation af IBM, som senere blev standardiseret af IEEE)
- PCI (en specifikation af Intel)
- AGP (en specifikation af Intel)

### Software
- HTML/XHTML (specifikation af W3C)
- SQL (em specifikation godkendt af ANSI og ISO med forskellige varianter og uofficielle tilføjelser)
- IP (en specifikation af IETF RFC 791)
- TCP (en specifikation af IETF RFC 793)
- UDP (en specifikation af IETF)
- PDF (en specifikation af Adobe Systems Incorporated)
- ASCII
- Email
- FTP
- NNTP Usenet
- PNG
- OpenDocument til kontordokumenter, version 1.0 er som ISO-standard, og både version 1.0 og 11 er godkendt som OASIS-standard.
- Office Open XML til kontordokumenter, godkendt af ECMA (ECMA-376) og er i process til evt. godkendelse hos ISO/IEC (DIS 29500).
- AUTOSAR
- OpenETCS

### Virksomhedsdrift
- Kvalitetssikring – ISO 9000